# Vaajakoski
Vaajakoski est un quartier de Jyväskylä en Finlande.

## Description
Jusqu'en 2008, Vaajakoski faisait partie de la municipalité rurale de Jyväskylä.
De nos jours, il fait partie du district de Vaajakoski-Jyskä.

## Lieux et monuments
- Église de Vaajakoski.
- Bibliothèque de Vaajakoski.
- Maison de Wessmanninmäki.
- Maison de Savonmäki.
- Maison de l'industrie.

Centrale hydroélectrique de Vaajakoski et Naissaari.

- Centrale hydroélectrique de Vaajakoski
- Canal de Vaajakoski[2]
- Centre nautique de Noukanniemi

## Galerie

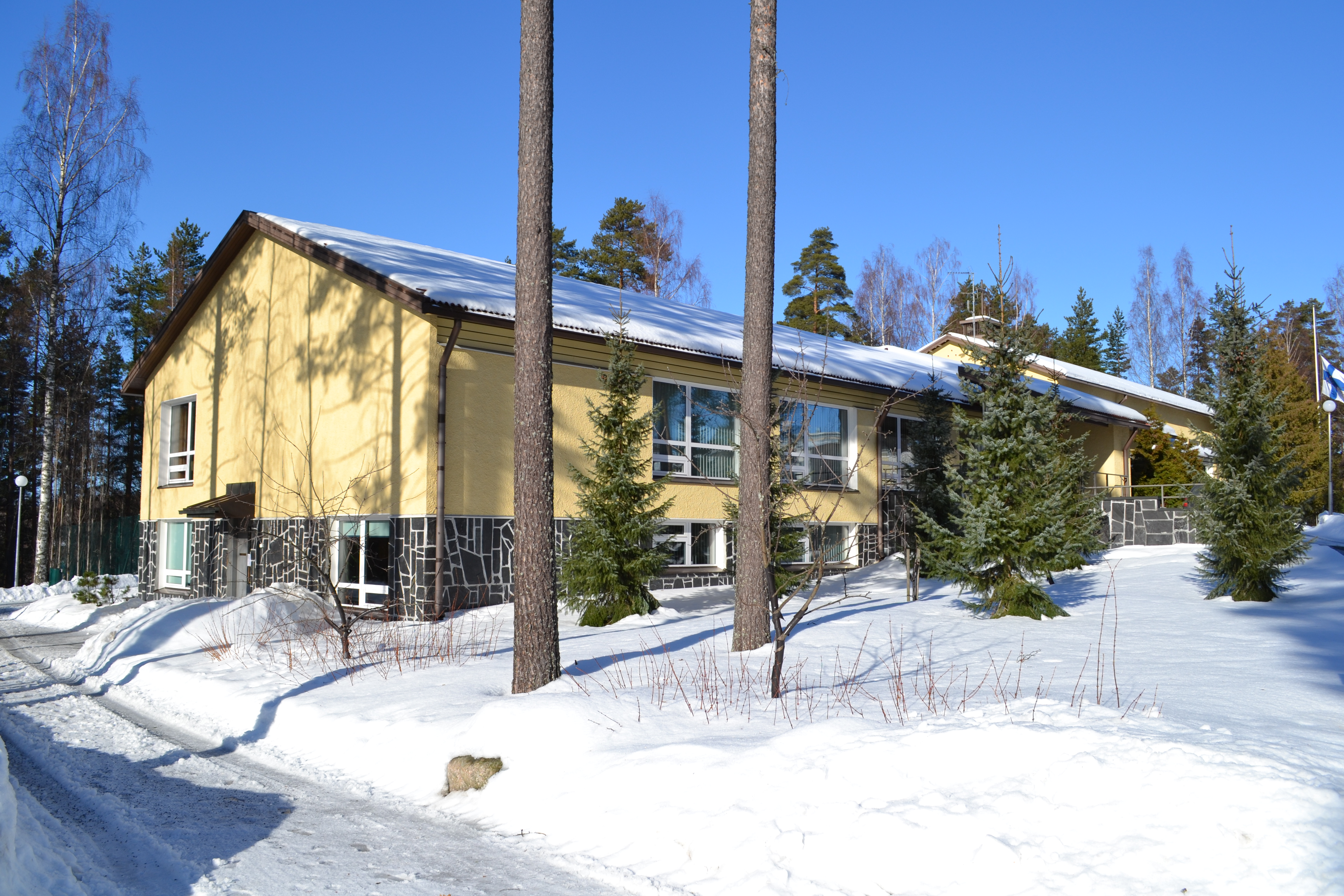
Église de Vaajakoski.
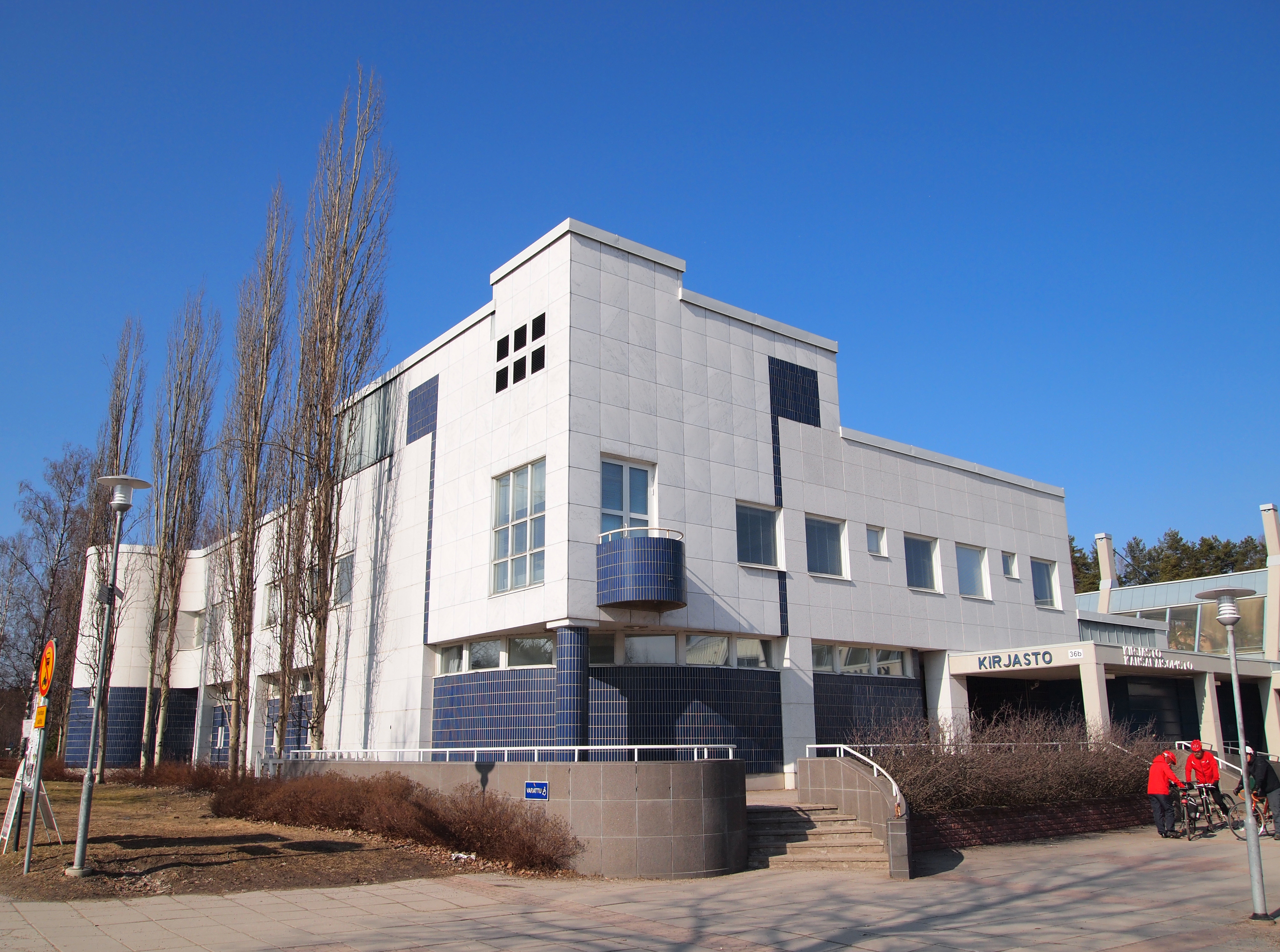
Bibliothèque de Vaajakoski.
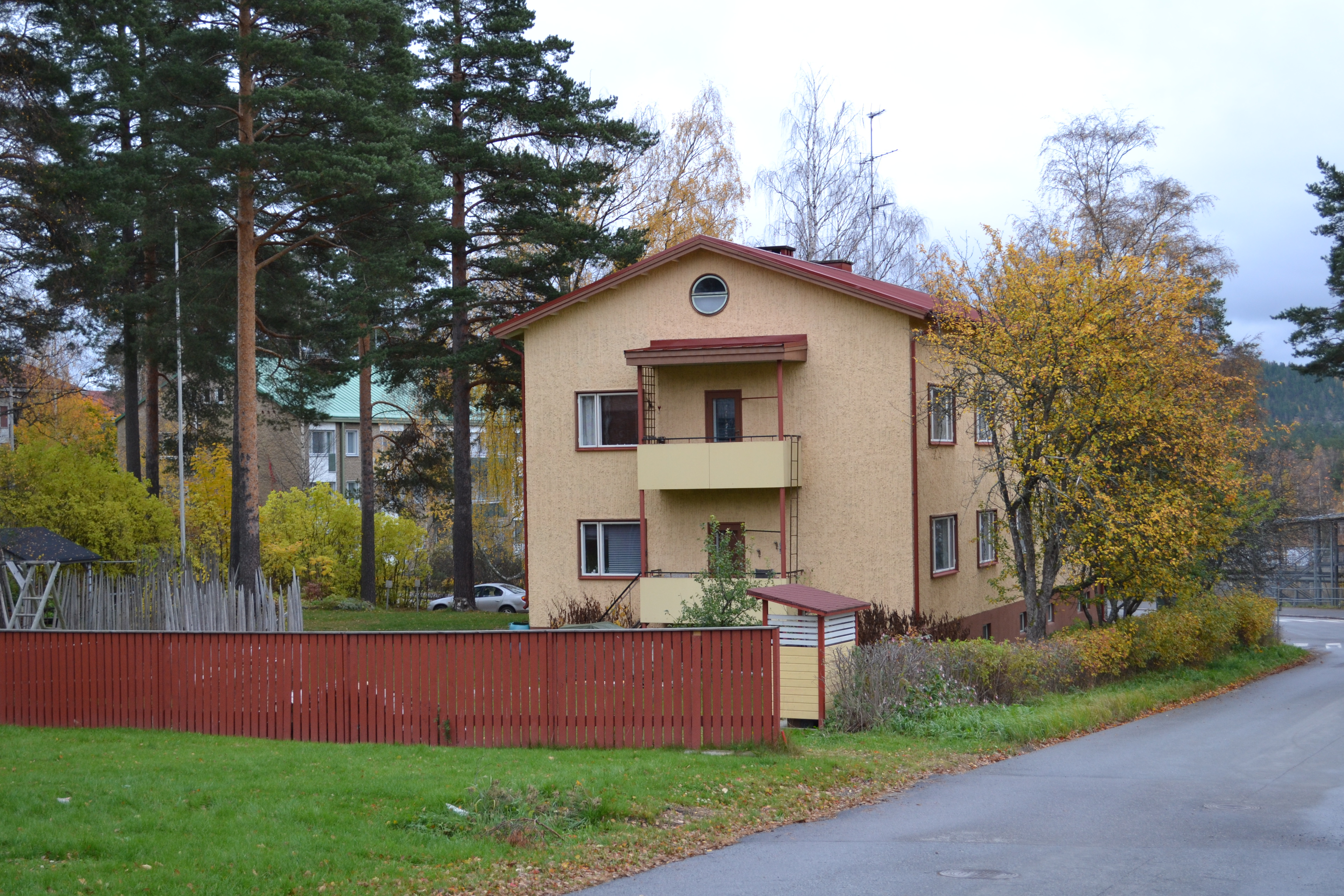
Maison de Wessmanninmäki.
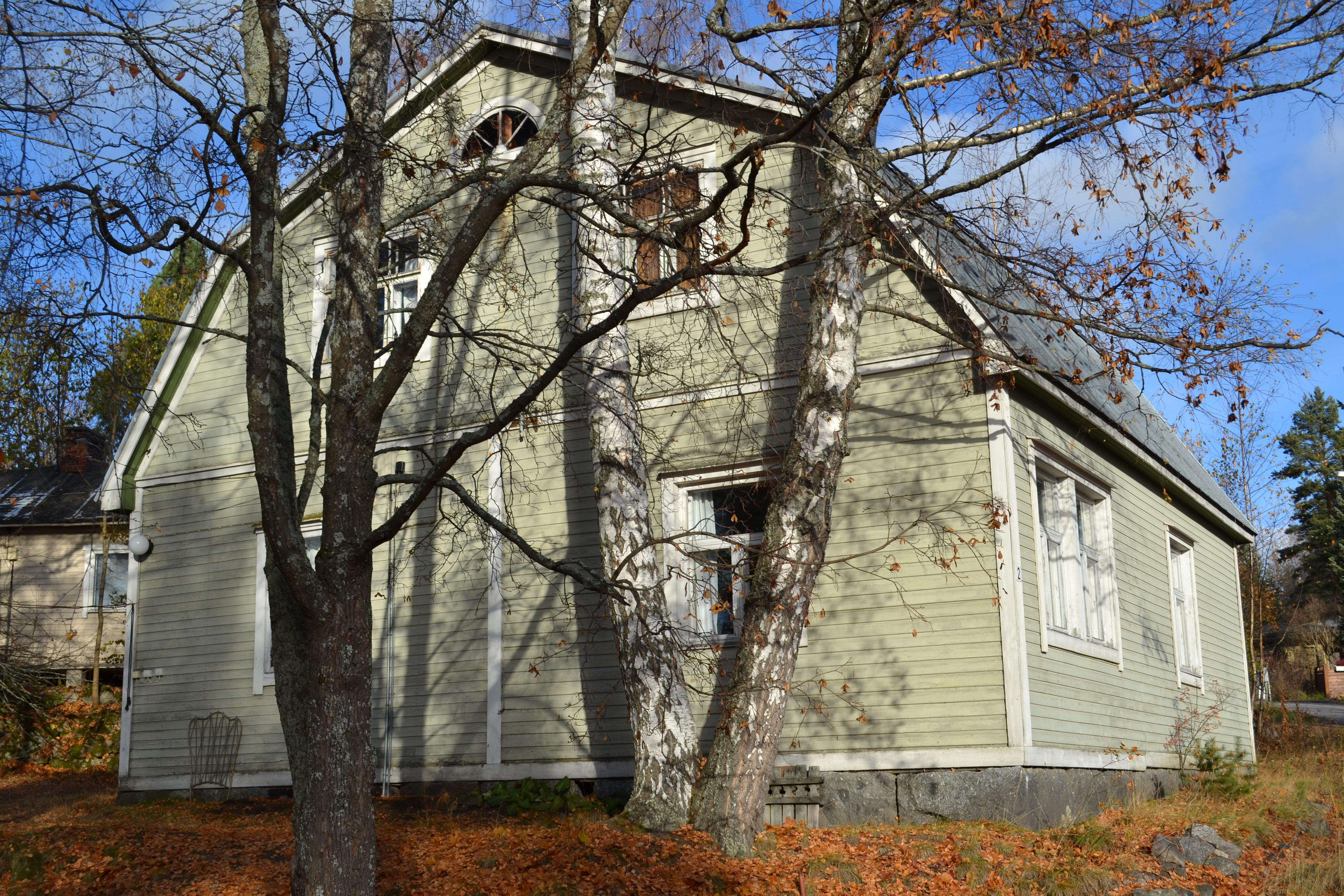
Maison de Savonmäki.
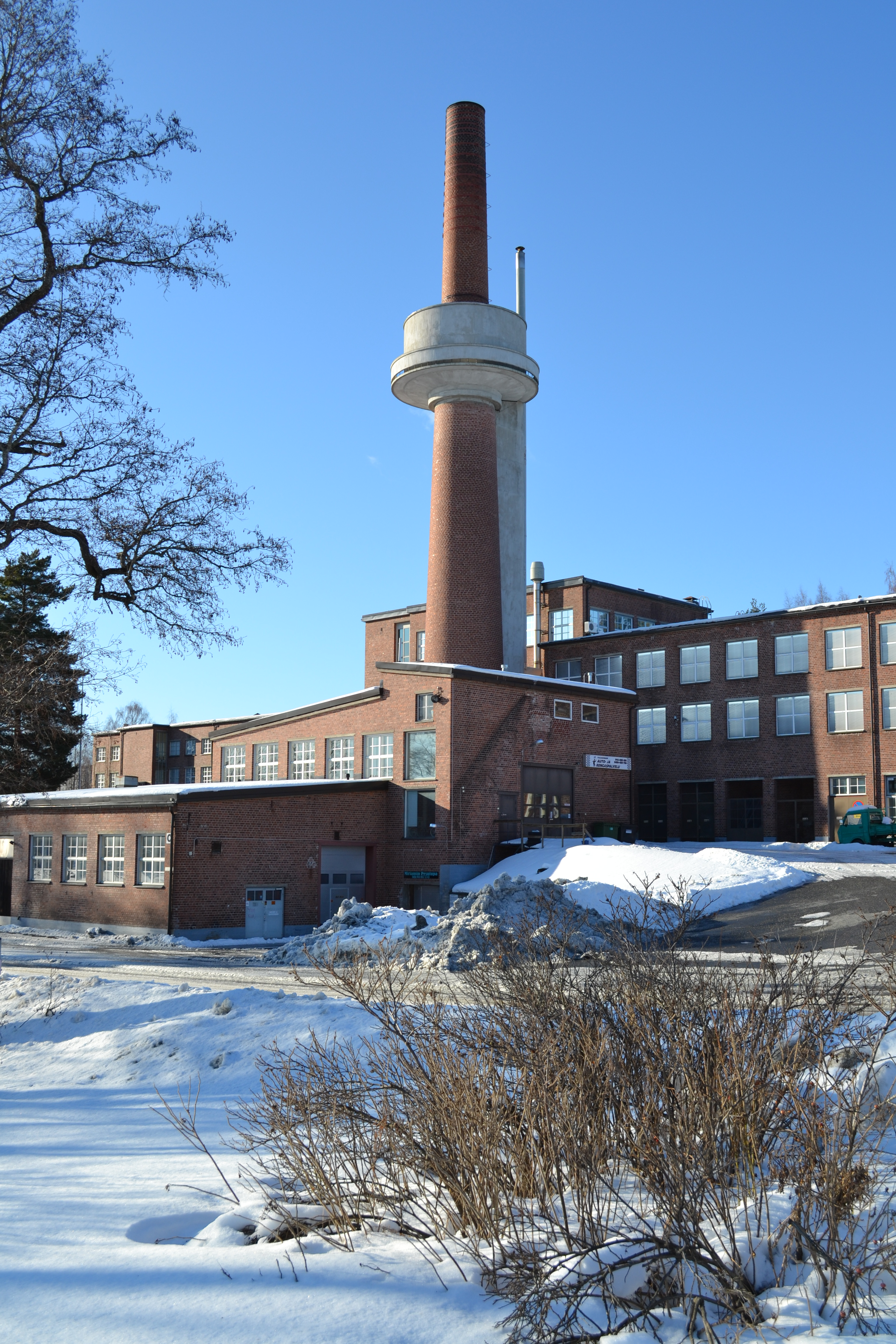
Maison de l'industrie.